# Ken Frieden
Ken Frieden (în ebraică יעקב זיו (קן) פרידן; n. 1955) este profesor „B.G. Rudolph” de studii iudaice — și profesor titular la departamentele de limba engleză, limbi, literaturi și lingvistică și religie — la Universitatea Syracuse. El cercetează, publică și promovează literatura evreiască în limbile ebraică și idiș.

## Tinerețea și educația
Născut în New Rochelle, New York⁠(d), a urmat studii de literatură la Universitatea Yale, unde a obținut o diplomă de licență în 1977 și a finalizat absolvit studii doctorale în literatură comparată în 1984. A studiat la Yale cu profesori renumiți ca Harold Bloom, Jacques Derrida, Geoffrey Hartman, Paul de Man⁠(d) și J. Hillis Miller. Prima sa carte, intitulată Genius and Monologue, avea la bază cercetările sale pentru scrierea lucrării de disertație. Această lucrare a folosit analiza cuvântului cheie „geniu” pentru a arăta evoluția în paralel a istoriei intelectuale și istoriei literare. A doua carte a lui Frieden, Freud’s Dream of Interpretation, a juxtapus interpretarea freudiană și interpretarea rabinică medievală, argumentând că, în ciuda asemănărilor evidente, Freud a făcut eforturi pentru a abate atenția de la aceasta.
În perioada 1985–1986 a beneficiat de o bursă de cercetare postdoctorală „Lady Davis” la Universitatea Ebraică din Ierusalim. A studiat în acea perioadă literatura în limbile idiș și ebraică cu profesorii Khone Shmeruk și Dan Miron⁠(d). Frieden a predat apoi la Universitatea Emory (1986–1993), concentrându-și activitățile de cercetare și predare pe ficțiunea idiș din secolul al XIX-lea și pe literatura ebraică a secolului al XX-lea. A beneficiat în acest timp de o bursă de cercetare „Yad Hanadiv” la Ierusalim (1988–1989), lucrând îndeaproape cu Aharon Appelfeld și James Young. În perioada cât a lucrat la Emory, a publicat numeroase articole și a fost titularizat și promovat conferențiar (associate professor) în 1990.

## Carieră
Frieden a fost angajat de Universitatea Syracuse în 1993. Începând de atunci el a publicat și a editat mai multe cărți. Studiul său cuprinzător Classic Yiddish Fiction (1995) analizează operele celor trei autori majori S.Y. Abramovici, Șalom Aleihem și Isaac Leib Peretz. Colaborând cu Dan Miron, el a editat Tales of Mendele the Book Peddler, care a fost retipărită ulterior de Random House. În colaborare cu Ted Gorelick, el a editat o nouă traducere în limba engleză a monologurilor lui Șalom Aleihem, care a fost publicată sub titlul Nineteen to the Dozen. Având un interes secundar pentru arta israeliană, el i-a comandat artistului ruso-israelian Boris Luchanski să realizeze supracoperta cărții The World of Sholem Aleichem.
Frieden a sosit la Syracuse în același an în care Robert Mandel⁠(d) a devenit director al editurii Syracuse University Press. Cei doi au creat seria Judaic Traditions in Literature, Music, and Art, în cadrul căreia au apărut peste 50 de volume. Frieden a editat antologia Classic Yiddish Stories of S. Y. Abramovitsh, Sholem Aleichem, and I. L. Peretz, care includea propriile sale traduceri ale scrierilor lui Abramovitsh și Peretz, traducerile realizate de Ted Gorelick ale monologurilor lui Șalom Aleihem și traducerile realizate de Michael Wex ale poveștilor cu Tevi ale lui Șalom Aleihem. Influența sa s-a resimțit și în multe alte cărți despre cultura literară ebraică și idiș pe care le-a editat. El a editat recent câteva volume de povestiri ebraice, traduse în limba engleză de Etgar Keret și David Ehrlich.
Frieden a călătorit în mod repetat în Europa de Est pentru a explora rămășițele culturii evreiești de acolo, în special în Lituania, Ucraina și Polonia. A fost profesor invitat sau cercetător la universitățile din Tel Aviv, Haifa, Ierusalim, Berlin și Heidelberg, precum și la University of California, Davis și Harvard din Statele Unite ale Americii.
Cele mai recente cercetări ale lui Frieden evidențiază semnificația narațiunilor de călătorie în literatura ebraică, la linia de contact dintre iluminism și hasidism.

## Viața personală
El este activ, de asemenea, în calitate de clarinetist klezmer, fiind fondator al grupului „The Wandering Klezmorim” din Atlanta în 1991. Cântă adesea cu trupele „The Wandering Klezmorim” și „Klezmercuse” la evenimente festive ce au loc în zona centrală a New York-ului.

## Publicații

### Cărți
- Travels in Translation: Sea Tales at the Source of Jewish Fiction. Syracuse, NY: Syracuse University Press, 2016. ISBN: 9780815634416
- Classic Yiddish fiction: Abramovitsh, Sholem Aleichem, and Peretz. Albany, NY: State University of New York Press, 1995. ISBN: 9780791426012
- Freud's Dream of Interpretation. Albany, NY: State University of New York Press, 1990. ISBN: 9780791401248
- Genius and Monologue. Ithaca, NY: Cornell University Press, 1989. ISBN: 9780801418044. Text complet disponibil online

### Articole publicate în periodice (selecție)
- „Neglected Origins of Modern Hebrew Prose: Hasidic and Maskilic Travel Narratives Arhivat în 27 septembrie 2013, la Wayback Machine.”, AJS Review: The Journal of the Association for Jewish Studies 33 (2009): 3-43.
- „Epigonism After Abramovitsh and Bialik Arhivat în 3 martie 2016, la Wayback Machine.”, Studia Rosenthaliana 40 (Amsterdam, 2007–2008): 159-181.
- „‘Nusah Mendele’ be-mabat bikorti” [în ebraică; „A Critical Perspective on Mendele's Nusah Arhivat în 4 martie 2016, la Wayback Machine.”], Dappim le-mehkar be-sifrut Arhivat în 4 martie 2016, la Wayback Machine. [Cercetare asupra literaturii, Haifa] 14-15 (2006): 89-103.
- „Joseph Perl's Escape From Biblical Epigonism through Parody of Hasidic Writing Arhivat în 4 martie 2016, la Wayback Machine.”, AJS Review: The Journal of the Association for Jewish Studies 29 (2005): 265-282.
- „The Displacement of Jewish Identity in Stefan Zweig's "Buchmendel" Arhivat în 4 martie 2016, la Wayback Machine.”, Symposium 52 (Winter 199): 232-239.
- „Parody and Hagiography in I. L. Peretz's Neo-Hasidic Stories” (în ebraică) Parodia ve-hagiographia: sippurim hasidiim-keveyakhol shel I. L. Peretz. Arhivat în 4 martie 2016, la Wayback Machine.” [în ebraică; „Parody and Hagiography: Peretz’s ‘As-If’ Hasidic Stories”], Chulyot [Journal of Research on Yiddish Literature and Its Relationships to Hebrew Literature, Haifa] 7 (2002): 45-52.
- „A Century in the Life of Sholem Aleichem's Tevye Arhivat în 4 martie 2016, la Wayback Machine.”,  The B. G. Rudolph Lectures in Judaic Studies, New Series, Lecture 1 [1993-1994] (Syracuse University Press, 1997), 26 pp.
- „New(s) Poems: Y. L. Teller's Lider fun der tsayt(ung) Arhivat în 4 martie 2016, la Wayback Machine.”, AJS Review: The Journal of the Association for Jewish Studies 15 (1990): 269-89.
- „Psychological Depth in I. L. Peretz' Familiar Scenes Arhivat în 3 martie 2016, la Wayback Machine.”, Jewish Book Annual 47 (1989–1990): 145-151.
- „Sholem Aleichem: Monologues of Mastery Arhivat în 4 martie 2016, la Wayback Machine.”, Modern Language Studies 19 (1989): 25-37.
- „I. B. Singer's Monologues Demons Arhivat în 27 septembrie 2013, la Wayback Machine.”, Prooftexts: A Journal of Jewish Literary History 5 (1985): 263-268.
- „Stefan Zweig and the Nazis Arhivat în 27 septembrie 2013, la Wayback Machine.”, A Jewish Journal at Yale 1 (1983): 39-41.

### Articole publicate în volume (selecție)
- „The Suppression of Yiddish among Hasidim and their Opponents”, în volumul publicat anual cu ocazia Yiddish Symposium, Between Yiddish and Hebrew, ed. Shlomo Berger (Amsterdam: Menasseh ben Israel Institute for Jewish Social and Cultural Studies, 2013), 37-53.
- „Yiddish in Abramovitsh's Literary Revival of Hebrew Arhivat în 4 martie 2016, la Wayback Machine.”, în vol. Leket: Jiddistik heute / Yiddish Studies Today / yidishe shtudtyes haynt, ed. Marion Aptroot, Efrat Gal-Ed, Roland Gruschka și Simon Neuberg (Düsseldorf: Düsseldorf University Press, 2012): 173-188.
- „Innovation by Translation in Yiddish Literary History Arhivat în 4 martie 2016, la Wayback Machine.”, în vol. Arguing the Modern Jewish Canon: Essays on Literature and Culture in Honor of Ruth R. Wisse, ed. Justin Cammy, Dara Horn ș.a. (Center for Jewish Studies and Harvard University Press, 2008): 417-425.
- Articol despre S. Y. Abramovitsh pentru Dictionary of Literary Biography, vol. 333: Writers in Yiddish, ed. Joseph Sherman (Farmington Hill, MI: Thomson Gale, 2007): 180-187.
- „Tradition and Innovation: How Peretz Made Literary History Arhivat în 27 septembrie 2013, la Wayback Machine.”, în vol. The Enduring Legacy of Yitzchok Leybush Peretz, ed. Benny Kraut (Flushing, New York: Queens College, 2006): 49-61.
- Yiddish Literature (Encyclopædia Britannica Article) Arhivat în 12 septembrie 2014, la Wayback Machine. articol despre „Yiddish Literature” (ca. 12.000 de cuvinte) în versiunea online și pe CD-ROM a EncyclopaediaBritannica (2004), inclus și în ediția a XVI-a tipărită.